# 상드라 루
상드라 루(Sandra Lou, 1980년 12월 24일 ~ )는 프랑스의 사회자이다.